# 大埔民主聯盟
大埔民主聯盟（英語：Tai Po Democratic Alliance），是香港民主派在大埔區的跨黨派政治組織聯盟，主要由大埔區議會六位民主派議員為骨幹，與區內有意投身區議會工作人士所組成。2019年，大埔民主派區議員為打破建制派長期壟斷及控制地區資源；並為協助包含大量政治素人在內，有意角逐區議會的人士，遂建立聯合行動及協調平台。
2019年區議會選舉，17名參選的聯盟成員中，共有16名當選。而選舉過後，因三位非聯盟成員的民主派參選者 — 與聯盟成員任萬全對壘的何偉霖、熱血公民成員黃兆健、以及所參選選區西貢北的範圍與大埔區關係不大的譚爾培均告當選，其他聯盟成員與三人遂以「大埔十九位民主派議員」的名義繼續活動。後來黃兆健退出，眾人亦改以「大埔十八位民主派議員」名義繼續活動。

## 成員

### 區議員
| 區議會 | 選區號碼 | 選區       | 議員   | 備註         |
| ------ | -------- | ---------- | ------ | ------------ |
| 大埔區 | P10      | 大埔滘     | 毛家俊 |              |
| 大埔區 | P16      | 舊墟及太湖 | 劉勇威 | 埔向晴天成員 |